# Chiasmocleis mantiqueira
Chiasmocleis mantiqueira е вид жаба от семейство Тесноусти жаби (Microhylidae).

## Разпространение
Видът е разпространен в Бразилия (Минас Жерайс).